# Campionatul republican de handbal feminin categoria A 1958-1959
Campionatul republican de handbal feminin categoria A 1958-1959 a fost a prima ediție a eșalonului valoric superior al campionatului național de handbal feminin în 7 jucătoare din România, denumit la acea vreme „handbal redus”. Competiția a fost organizată de Federația Română de Handbal (FRH) și a fost câștigată de echipa Cetatea Bucur București, antrenată de Constantin „Pilică” Popescu.
Sezonul 1958-1959 al campionatului republican de handbal feminin s-a desfășurat în competiții de tip turneu.

## Echipe participante
În etapa finală s-au calificat opt echipe, dar au participat doar șapte.
- Tractorul Brașov (denumită la acea vreme Tractorul Orașul Stalin)
- Cetatea Bucur București
- Olimpia București
- Gloria Sighișoara
- ILEFOR Târgu Mureș
- Constructorul Timișoara
- Clubul Sportiv Școlar Timișoara

## Sistem
Competiția s-a desfășurat în mai multe runde:
Fazele preliminare
- o etapă preliminară, cu jocuri raionale desfășurate în luna septembrie 1958;
- o altă etapă preliminară, cu campionate regionale și orășenești, desfășurată în decembrie-ianuarie 1958;

Fazele finale
- etapa I, inter-regională, constând în două turnee organizate la Brașov și Timișoara; cele două câștigătoare s-au calificat în etapa finală;
- etapa a II-a, finală, cu opt echipe: șase echipe fruntașe în campionatele regionale și orășenești, plus două echipe calificate din etapa I;

Conform regulamentului, în etapa finală urmau să participe opt echipe: echipele clasate pe primele două locuri în campionatul orașului București, echipele clasate pe primele două locuri în campionatul  Regiunii Stalin, câștigătoarea campionatului Regiunii Timișoara, câștigătoarea campionatului Regiunii Autonome Maghiare, plus câștigătoarele turneelor inter-regionale organizate la Brașov și Timișoara.

## Etapa raională
Partidele s-au desfășurat în luna septembrie 1958, iar câștigătoarele s-au calificat în etapa regională și orășenească.

## Etapa regională și orășenească

### Campionatul orașului București
|  | Calificate în etapa finală         |
|  | Calificată la turneul de la Brașov |

| Echipa                  | M | V | E | Î | GM | GP  | G   | Pct |
| ----------------------- | - | - | - | - | -- | --- | --- | --- |
| Olimpia București       | 8 | 6 | 1 | 1 | 70 | 41  | +29 | 13  |
| Cetatea Bucur București | 8 | 6 | 0 | 2 | 69 | 45  | +24 | 12  |
| C.S.U. București        | 8 | 4 | 1 | 3 | 95 | 66  | +29 | 9   |
| Rapid București         | 8 | 3 | 0 | 5 | 60 | 69  | −9  | 6   |
| Constructorul București | 8 | 0 | 0 | 8 | 36 | 109 | −73 | 0   |

#### Rezultate în tur
| 7 decembrie 1958 16:45 | Rapid București | 14 – 7 | Constructorul București | Sala Floreasca, București |
| 7 decembrie 1958 16:45 | (9–3)           |        |                         | Sala Floreasca, București |
| 7 decembrie 1958 16:45 |                 |        |                         | Sala Floreasca, București |

| 7 decembrie 1958 18:55 | Cetatea Bucur București | 10 – 9 | C.S.U. București | Sala Floreasca, București |
| 7 decembrie 1958 18:55 | (7–4)                   |        |                  | Sala Floreasca, București |
| 7 decembrie 1958 18:55 |                         |        |                  | Sala Floreasca, București |

| 15 decembrie 1958 16:00 | Constructorul București | 2 – 8 | Cetatea Bucur București | Sala Floreasca, București |
| 15 decembrie 1958 16:00 | (1–5)                   |       |                         | Sala Floreasca, București |
| 15 decembrie 1958 16:00 |                         |       |                         | Sala Floreasca, București |

| 15 decembrie 1958 19:25 | Olimpia București | 7 – 3 | Rapid București | Sala Floreasca, București |
| 15 decembrie 1958 19:25 | (2–0)             |       |                 | Sala Floreasca, București |
| 15 decembrie 1958 19:25 |                   |       |                 | Sala Floreasca, București |

| 21 decembrie 1958 08:30 | C.S.U. București | 23 – 5 | Constructorul București | Sala Floreasca, București |
| 21 decembrie 1958 08:30 | (–)              |        |                         | Sala Floreasca, București |
| 21 decembrie 1958 08:30 |                  |        |                         | Sala Floreasca, București |

| 21 decembrie 1958 16:45 | Olimpia București | 6 – 2 | Cetatea Bucur București | Sala Floreasca, București |
| 21 decembrie 1958 16:45 | (–)               |       |                         | Sala Floreasca, București |
| 21 decembrie 1958 16:45 |                   |       |                         | Sala Floreasca, București |

| 27 decembrie 1958 17:30 | Rapid București                        | 4 – 6 | Cetatea Bucur București | Sala Floreasca, București |
| 27 decembrie 1958 17:30 | Drăghici, Miclea, Nebunoiu, Stănescu 1 | (1–3) | Jipa, Roșu 2            | Sala Floreasca, București |
| 27 decembrie 1958 17:30 |                                        |       |                         | Sala Floreasca, București |

| 27 decembrie 1958 19:40 | Olimpia București | 12 – 6 | C.S.U. București | Sala Floreasca, București |
| 27 decembrie 1958 19:40 | Szőke 4           | (6–1)  | Niculescu 3      | Sala Floreasca, București |
| 27 decembrie 1958 19:40 |                   |        |                  | Sala Floreasca, București |

| 29 decembrie 1958 15:00 | Constructorul București | 4 – 12 | Olimpia București | Sala Floreasca, București |
| 29 decembrie 1958 15:00 | (3–7)                   |        |                   | Sala Floreasca, București |
| 29 decembrie 1958 15:00 |                         |        |                   | Sala Floreasca, București |

| 29 decembrie 1958 18:25 | C.S.U. București | 13 – 8 | Rapid București | Sala Floreasca, București |
| 29 decembrie 1958 18:25 | (6–4)            |        |                 | Sala Floreasca, București |
| 29 decembrie 1958 18:25 |                  |        |                 | Sala Floreasca, București |

#### Rezultate în retur
| 3 ianuarie 1959 | Constructorul București | 7 – 10 | Rapid București | Sala Floreasca, București |
| 3 ianuarie 1959 | (4–6)                   |        |                 | Sala Floreasca, București |
| 3 ianuarie 1959 |                         |        |                 | Sala Floreasca, București |

| 3 ianuarie 1959 | C.S.U. București | 12 – 10 | Cetatea Bucur București | Sala Floreasca, București |
| 3 ianuarie 1959 | (6–5)            |         |                         | Sala Floreasca, București |
| 3 ianuarie 1959 |                  |         |                         | Sala Floreasca, București |

| 4 ianuarie 1959 | Cetatea Bucur București | 14 – 2 | Constructorul București | Sala Floreasca, București |
| 4 ianuarie 1959 | (7–1)                   |        |                         | Sala Floreasca, București |
| 4 ianuarie 1959 |                         |        |                         | Sala Floreasca, București |

| 4 ianuarie 1959 | Rapid București | 6 – 9 | Olimpia București | Sala Floreasca, București |
| 4 ianuarie 1959 | (4–5)           |       |                   | Sala Floreasca, București |
| 4 ianuarie 1959 |                 |       |                   | Sala Floreasca, București |

| 9 ianuarie 1959 | Constructorul București | 3 – 17 | C.S.U. București | Sala Floreasca, București |
| 9 ianuarie 1959 | (2–6)                   |        |                  | Sala Floreasca, București |
| 9 ianuarie 1959 |                         |        |                  | Sala Floreasca, București |

| 9 ianuarie 1959 | Cetatea Bucur București | 4 – 3 | Olimpia București | Sala Floreasca, București |
| 9 ianuarie 1959 | Popescu 2               | (2–1) | Szőke 2           | Sala Floreasca, București |
| 9 ianuarie 1959 |                         |       |                   | Sala Floreasca, București |

| 10 ianuarie 1959 | C.S.U. București | 10 – 10 | Olimpia București | Sala Floreasca, București |
| 10 ianuarie 1959 | (3–6)            |         |                   | Sala Floreasca, București |
| 10 ianuarie 1959 |                  |         |                   | Sala Floreasca, București |

| 10 ianuarie 1959 | Cetatea Bucur București | 15 – 7 | Rapid București | Sala Floreasca, București |
| 10 ianuarie 1959 | Vasile 7                | (9–4)  |                 | Sala Floreasca, București |
| 10 ianuarie 1959 |                         |        |                 | Sala Floreasca, București |

| 11 ianuarie 1959 | Olimpia București | 11 – 6 | Constructorul București | Sala Floreasca, București |
| 11 ianuarie 1959 | (5–4)             |        |                         | Sala Floreasca, București |
| 11 ianuarie 1959 |                   |        |                         | Sala Floreasca, București |

| 11 ianuarie 1959 | Rapid București | 8 – 5 | C.S.U. București | Sala Floreasca, București |
| 11 ianuarie 1959 | (4–4)           |       |                  | Sala Floreasca, București |
| 11 ianuarie 1959 |                 |       |                  | Sala Floreasca, București |

### Campionatul Regiunii Stalin
|  | Calificate în etapa finală         |
|  | Calificată la turneul de la Brașov |

| Echipa              | M | V | E | Î | GM | GP | G   | Pct |
| ------------------- | - | - | - | - | -- | -- | --- | --- |
| Gloria Sighișoara   | 5 | 5 | 0 | 0 | 44 | 23 | +21 | 10  |
| Tractorul Brașov    | 5 | 4 | 0 | 1 | 67 | 38 | +29 | 8   |
| Flamura roșie Sibiu | 5 | 3 | 0 | 2 | 70 | 36 | +34 | 6   |
| Măgura Codlei       | 5 | 2 | 0 | 3 | 29 | 39 | −10 | 4   |
| Luceafărul Brașov   | 5 | 1 | 0 | 4 | 26 | 57 | −31 | 2   |
| Record Mediaș       | 5 | 0 | 0 | 5 | 21 | 64 | −43 | 0   |

| 14 decembrie 1958 | Flamura roșie Sibiu | 17 – 2 | Record Mediaș | Sala „Tractorul”, Brașov |
| 14 decembrie 1958 | (7–1)               |        |               | Sala „Tractorul”, Brașov |
| 14 decembrie 1958 |                     |        |               | Sala „Tractorul”, Brașov |

| 14 decembrie 1958 | Luceafărul Brașov | 3 – 8 | Măgura Codlei | Sala „Tractorul”, Brașov |
| 14 decembrie 1958 | (0–2)             |       |               | Sala „Tractorul”, Brașov |
| 14 decembrie 1958 |                   |       |               | Sala „Tractorul”, Brașov |

| 14 decembrie 1958 | Tractorul Brașov | 9 – 11 | Gloria Sighișoara | Sala „Tractorul”, Brașov |
| 14 decembrie 1958 | (8–5)            |        |                   | Sala „Tractorul”, Brașov |
| 14 decembrie 1958 |                  |        |                   | Sala „Tractorul”, Brașov |

| 21 decembrie 1958 | Tractorul Brașov | 19 – 7 | Luceafărul Brașov | Sala „Tractorul”, Brașov |
| 21 decembrie 1958 | Reip 10          | (7–4)  |                   | Sala „Tractorul”, Brașov |
| 21 decembrie 1958 |                  |        |                   | Sala „Tractorul”, Brașov |

| 21 decembrie 1958 | Măgura Codlei | 10 – 5 | Record Mediaș | Sala „Tractorul”, Brașov |
| 21 decembrie 1958 | (6–2)         |        |               | Sala „Tractorul”, Brașov |
| 21 decembrie 1958 |               |        |               | Sala „Tractorul”, Brașov |

| 21 decembrie 1958 | Flamura roșie Sibiu | 7 – 8 | Gloria Sighișoara | Sala „Tractorul”, Brașov |
| 21 decembrie 1958 | (3–3)               |       |                   | Sala „Tractorul”, Brașov |
| 21 decembrie 1958 |                     |       |                   | Sala „Tractorul”, Brașov |

| 4 ianuarie 1959 | Luceafărul Brașov | 5 – 20 | Flamura roșie Sibiu | Sala „Tractorul”, Brașov |
| 4 ianuarie 1959 | (3–9)             |        |                     | Sala „Tractorul”, Brașov |
| 4 ianuarie 1959 |                   |        |                     | Sala „Tractorul”, Brașov |

| 4 ianuarie 1959 | Gloria Sighișoara | 17 – 3 | Record Mediaș | Sala „Tractorul”, Brașov |
| 4 ianuarie 1959 | (10–1)            |        |               | Sala „Tractorul”, Brașov |
| 4 ianuarie 1959 |                   |        |               | Sala „Tractorul”, Brașov |

| 4 ianuarie 1959 | Tractorul Brașov | 11 – 5 | Măgura Codlei | Sala „Tractorul”, Brașov |
| 4 ianuarie 1959 | (7–2)            |        |               | Sala „Tractorul”, Brașov |
| 4 ianuarie 1959 |                  |        |               | Sala „Tractorul”, Brașov |

| 11 ianuarie 1959 | Gloria Sighișoara | 5 – 2 | Luceafărul Brașov | Sala „Tractorul”, Brașov |
| 11 ianuarie 1959 | (2–1)             |       |                   | Sala „Tractorul”, Brașov |
| 11 ianuarie 1959 |                   |       |                   | Sala „Tractorul”, Brașov |

| 11 ianuarie 1959 | Tractorul Brașov | 11 – 6 | Record Mediaș | Sala „Tractorul”, Brașov |
| 11 ianuarie 1959 | (6–5)            |        |               | Sala „Tractorul”, Brașov |
| 11 ianuarie 1959 |                  |        |               | Sala „Tractorul”, Brașov |

| 11 ianuarie 1959 | Flamura roșie Sibiu | 17 – 4 | Măgura Codlei | Sala „Tractorul”, Brașov |
| 11 ianuarie 1959 | (10–2)              |        |               | Sala „Tractorul”, Brașov |
| 11 ianuarie 1959 |                     |        |               | Sala „Tractorul”, Brașov |

| 18 ianuarie 1959 | Luceafărul Brașov | 9 – 5 | Record Mediaș | Sala „Tractorul”, Brașov |
| 18 ianuarie 1959 | (4–2)             |       |               | Sala „Tractorul”, Brașov |
| 18 ianuarie 1959 |                   |       |               | Sala „Tractorul”, Brașov |

| 18 ianuarie 1959 | Gloria Sighișoara | 3 – 2 | Măgura Codlei | Sala „Tractorul”, Brașov |
| 18 ianuarie 1959 | (3–0)             |       |               | Sala „Tractorul”, Brașov |
| 18 ianuarie 1959 |                   |       |               | Sala „Tractorul”, Brașov |

| 18 ianuarie 1959 | Tractorul Brașov | 17 – 9 | Flamura roșie Sibiu | Sala „Tractorul”, Brașov |
| 18 ianuarie 1959 | (8–6)            |        |                     | Sala „Tractorul”, Brașov |
| 18 ianuarie 1959 |                  |        |                     | Sala „Tractorul”, Brașov |

### Campionatul Regiunii Timișoara
Deși a câștigat campionatul Regiunii Timișoara, echipa Știința Timișoara nu a mai participat la turneul final, astfel că echipele clasate pe următoarele două locuri, Constructorul și Clubul Sportiv Școlar, au avansat în fazele următoare, prima direct la turneul final, iar cea de-a doua la turneul de la Timișoara.
|  | Calificată în etapa finală            |
|  | Calificată la turneul de la Timișoara |

| Echipa                       | M | V | E | Î | GM | GP | G   | Pct |
| ---------------------------- | - | - | - | - | -- | -- | --- | --- |
| Știința Timișoara1)          | 4 | 3 | 1 | 0 | 23 | 7  | +16 | 7   |
| Constructorul Timișoara1)    | 4 | 3 | 0 | 1 | 36 | 7  | +29 | 6   |
| CS Școlar Timișoara1)        | 4 | 2 | 1 | 1 | 19 | 15 | +4  | 5   |
| Industria Lînii SA Timișoara | 4 | 1 | 0 | 3 | 9  | 30 | −21 | 2   |
| Uzinele Textile Timișoara    | 4 | 0 | 0 | 4 | 0  | 28 | −28 | 0   |

| 11 ianuarie 1959 | Știința Timișoara | 3 – 2 | Constructorul Timișoara | Sala Sporturilor, Timișoara Asistență: 1.000 |
| 11 ianuarie 1959 | Oszter 2          | (1–0) | Zamfirache 2            | Sala Sporturilor, Timișoara Asistență: 1.000 |
| 11 ianuarie 1959 |                   |       |                         | Sala Sporturilor, Timișoara Asistență: 1.000 |

| 11 ianuarie 1959 | CS Școlar Timișoara | 5 – 2 | I.L.S.A. Timișoara | Sala Sporturilor, Timișoara Asistență: 1.000 |
| 11 ianuarie 1959 | (2–1)               |       |                    | Sala Sporturilor, Timișoara Asistență: 1.000 |
| 11 ianuarie 1959 |                     |       |                    | Sala Sporturilor, Timișoara Asistență: 1.000 |

| 17 ianuarie 1959 17:00 | Știința Timișoara | 9 – 0 | I.L.S.A. Timișoara | Sala Sporturilor, Timișoara |
| 17 ianuarie 1959 17:00 | (2–0)             |       |                    | Sala Sporturilor, Timișoara |
| 17 ianuarie 1959 17:00 |                   |       |                    | Sala Sporturilor, Timișoara |

| 17 ianuarie 1959 18:00 | U.T.T. | 0 – 6 | CS Școlar Timișoara | Sala Sporturilor, Timișoara |
| 17 ianuarie 1959 18:00 | (0–3)  |       |                     | Sala Sporturilor, Timișoara |
| 17 ianuarie 1959 18:00 |        |       |                     | Sala Sporturilor, Timișoara |

| 18 ianuarie 1959 14:30 | CS Școlar Timișoara | 5 – 5 | Știința Timișoara | Sala Sporturilor, Timișoara |
| 18 ianuarie 1959 14:30 | Schmidt 2           | (2–2) | Oszter 4          | Sala Sporturilor, Timișoara |
| 18 ianuarie 1959 14:30 |                     |       |                   | Sala Sporturilor, Timișoara |

| 18 ianuarie 1959 15:30 | U.T.T. | 0 – 10 | Constructorul Timișoara | Sala Sporturilor, Timișoara |
| 18 ianuarie 1959 15:30 | (0–3)  |        |                         | Sala Sporturilor, Timișoara |
| 18 ianuarie 1959 15:30 |        |        |                         | Sala Sporturilor, Timișoara |

| 24 ianuarie 1959 17:00 | I.L.S.A. Timișoara | 6 – 02) | U.T.T. | Sala Sporturilor, Timișoara |
| 24 ianuarie 1959 17:00 |                    |         |        | Sala Sporturilor, Timișoara |
| 24 ianuarie 1959 17:00 |                    |         |        | Sala Sporturilor, Timișoara |

| 24 ianuarie 1959 18:00 | CS Școlar Timișoara | 3 – 8 | Constructorul Timișoara | Sala Sporturilor, Timișoara |
| 24 ianuarie 1959 18:00 | (2–4)               |       |                         | Sala Sporturilor, Timișoara |
| 24 ianuarie 1959 18:00 |                     |       |                         | Sala Sporturilor, Timișoara |

| 25 ianuarie 1959 14:15 | Constructorul Timișoara | 16 – 1 | I.L.S.A. Timișoara | Sala Sporturilor, Timișoara |
| 25 ianuarie 1959 14:15 | (6–0)                   |        |                    | Sala Sporturilor, Timișoara |
| 25 ianuarie 1959 14:15 |                         |        |                    | Sala Sporturilor, Timișoara |

| 25 ianuarie 1959 15:15 | U.T.T. | 0 – 62) | Știința Timișoara | Sala Sporturilor, Timișoara |
| 25 ianuarie 1959 15:15 |        |         |                   | Sala Sporturilor, Timișoara |
| 25 ianuarie 1959 15:15 |        |         |                   | Sala Sporturilor, Timișoara |

## Etapa I inter-regiuni
În etapa I inter-regiuni au participat echipe calificate din etapa anterioară, regională și orășenească. Majoritatea echipelor au provenit din regiuni necalificate direct în etapa finală. Partidele s-au desfășurat în două turnee organizate în două orașe, Timișoara și Brașov.

### Turneul de la Timișoara
La turneul de la Timișoara au luat parte echipele campioane ale regiunilor Hunedoara (1 Mai Petrești) și Craiova (Dinamo Craiova), precum și Clubul Sportiv Școlar Timișoara, echipă clasată pe locul al treilea în campionatul regiunii Timișoara, dar avansată pe locul al doilea după ce Știința Timișoara nu a mai participat.
|  | Calificată în etapa finală |

| Echipa              | M | V | E | Î | GM | GP | G   | Pct |
| ------------------- | - | - | - | - | -- | -- | --- | --- |
| CS Școlar Timișoara | 3 | 3 | 0 | 0 | 32 | 10 | +22 | 6   |
| Dinamo Craiova      | 2 | 0 | 0 | 2 | 7  | 17 | −10 | 0   |
| 1 Mai Petrești      | 1 | 0 | 0 | 1 | 3  | 15 | −12 | 0   |

| 1 februarie 1959 | CS Școlar Timișoara | 15 – 33) | 1 Mai Petrești | Sala Sporturilor, Timișoara |
| 1 februarie 1959 | Schmidt 7           | (5–1)    |                | Sala Sporturilor, Timișoara |
| 1 februarie 1959 |                     |          |                | Sala Sporturilor, Timișoara |

| 2 februarie 1959 | CS Școlar Timișoara | 7 – 3 | Dinamo Craiova | Sala Sporturilor, Timișoara |
| 2 februarie 1959 | (2–1)               |       |                | Sala Sporturilor, Timișoara |
| 2 februarie 1959 |                     |       |                | Sala Sporturilor, Timișoara |

| 3 februarie 1959 | Dinamo Craiova | 4 – 104) | CS Școlar Timișoara | Sala Sporturilor, Timișoara |
| 3 februarie 1959 | (1–5)          |          |                     | Sala Sporturilor, Timișoara |
| 3 februarie 1959 |                |          |                     | Sala Sporturilor, Timișoara |

### Turneul de la Brașov

#### Cupa „30 Decembrie”
Pe 20 și 21 decembrie 1958, în sala „Recolta” de pe Șoseaua Iancului din București, s-a desfășurat competiția „Cupa 30 Decembrie”, la care au luat parte șase echipe. Câștigătoarea trofeului s-a calificat în etapa zonală a campionatului republican de handbal în 7. Echipele participante au fost Fulgerul Călărași, Spicul Căzănești, Dunărea Turnu Măgurele, Fulgerul Oltenița, Școala Medie 2 Giurgiu și Știința Roșiori de Vede. Finala s-a desfășurat între echipele Fulgerul Călărași și Dunărea Turnu Măgurele, fiind câștigată de Fulgerul Călărași, care s-a calificat astfel la turneul de la Brașov.
| 21 decembrie 1958 | Fulgerul Călărași | 6 – 3 | Dunărea Turnu Măgurele | Sala „Recolta”, București |
| 21 decembrie 1958 | (2–3)             |       |                        | Sala „Recolta”, București |
| 21 decembrie 1958 |                   |       |                        | Sala „Recolta”, București |

La turneul regional de la Brașov (denumit la acea vreme Orașul Stalin) ar fi trebuit să ia parte echipele campioane ale regiunilor Bacău, București, Constanța, Galați, Iași, Ploiești, Suceava, precum și echipele clasate pe locul al III-lea în campionatul orașului București și cel al Regiunii Stalin, în total nouă echipe. Totuși, la startul turneului nu s-au prezentat decât trei echipe, Flamura roșie Sibiu (locul al III-lea în campionatul Regiunii Stalin), Fulgerul Călărași (calificată din cupa „30 Decembrie”) și Ancora SNG (campioana Regiunii Galați), iar în urma jocurilor disputate, Flamura roșie Sibiu s-a calificat în etapa a II-a, finală, de la București.
|  | Calificată în etapa finală |

| Echipa              | M | V | E | Î | GM | GP | G   | Pct |
| ------------------- | - | - | - | - | -- | -- | --- | --- |
| Flamura roșie Sibiu | 2 | 2 | 0 | 0 | 47 | 2  | +45 | 4   |
| Ancora SNG          | 2 | 1 | 0 | 1 | 8  | 25 | −17 | 2   |
| Fulgerul Călărași   | 2 | 0 | 0 | 2 | 5  | 33 | −28 | 0   |

| 3 februarie 1959 | Flamura roșie Sibiu | 21 – 1 | Ancora SNG | Brașov |
| 3 februarie 1959 | (–)                 |        |            | Brașov |
| 3 februarie 1959 |                     |        |            | Brașov |

| 4 februarie 1959 | Flamura roșie Sibiu | 26 – 1 | Fulgerul Călărași | Brașov |
| 4 februarie 1959 | (–)                 |        |                   | Brașov |
| 4 februarie 1959 |                     |        |                   | Brașov |

| 5 februarie 1959 | Ancora SNG | 7 – 4 | Fulgerul Călărași | Brașov |
| 5 februarie 1959 | (–)        |       |                   | Brașov |
| 5 februarie 1959 |            |       |                   | Brașov |

## Etapa a II-a, finală

### Echipele calificate
În total, opt echipe au avansat în etapa finală a campionatul republican de handbal în 7 jucătoare, din care șase echipe calificate direct din etapa regională și orășenească, iar alte două calificate din etapa inter-regiuni. Cele două serii au fost trase la sorți pe 9 februarie 1959, la sediul Federației Române de Handbal.
| Echipă                  | Modalitate de calificare                          |
| ----------------------- | ------------------------------------------------- |
| Olimpia București       | Locul 1 în campionatul orașului București         |
| Cetatea Bucur București | Locul 2 în campionatul orașului București         |
| Tractorul Brașov        | Locul 1 în campionatul Regiunii Stalin            |
| Gloria Sighișoara       | Locul 2 în campionatul Regiunii Stalin            |
| Constructorul Timișoara | Locul 1 în campionatul Regiunii Timișoara1)       |
| ILEFOR Târgu Mureș      | Locul 1 în campionatul Regiunii Autonome Maghiare |

| Echipă              | Modalitate de calificare                |
| ------------------- | --------------------------------------- |
| CS Școlar Timișoara | Câștigătoarea Turneului de la Timișoara |
| Flamura roșie Sibiu | Câștigătoarea Turneului de la Brașov    |

Cele opt echipe au fost împărțite în două serii de câte două echipe, în care sistemul de joc a fost de tip turneu, dar numai cu tur.

### Seria I
|  | Calificată în finală      |
|  | Calificată în finala mică |

| Echipa                  | M | V | E | Î | GM | GP | G   | Pct |
| ----------------------- | - | - | - | - | -- | -- | --- | --- |
| Cetatea Bucur București | 3 | 3 | 0 | 0 | 21 | 10 | +11 | 6   |
| Constructorul Timișoara | 3 | 2 | 0 | 1 | 16 | 18 | −2  | 4   |
| Gloria Sighișoara       | 3 | 0 | 1 | 2 | 12 | 15 | −3  | 1   |
| ILEFOR Târgu Mureș      | 3 | 0 | 1 | 2 | 10 | 16 | −6  | 1   |

| 10 februarie 1959 18:30 | ILEFOR Târgu Mureș | 5 – 5 | Gloria Sighișoara     | Sala Floreasca, București |
| 10 februarie 1959 18:30 | Cătineanu, Incze 2 | (2–3) | Fabritius, Wonnerth 2 | Sala Floreasca, București |
| 10 februarie 1959 18:30 |                    |       |                       | Sala Floreasca, București |

| 10 februarie 1959 19:30 | Cetatea Bucur București | 12 – 4 | Constructorul Timișoara | Sala Floreasca, București |
| 10 februarie 1959 19:30 | Dumitrescu 4            | (8–3)  | Zamfirache 2            | Sala Floreasca, București |
| 10 februarie 1959 19:30 |                         |        |                         | Sala Floreasca, București |

| 12 februarie 1959 16:00 | Gloria Sighișoara | 4 – 5 | Constructorul Timișoara | Sala Floreasca, București |
| 12 februarie 1959 16:00 | Fabritius 2       | (2–3) | Pîrloagă 2              | Sala Floreasca, București |
| 12 februarie 1959 16:00 |                   |       |                         | Sala Floreasca, București |

| 12 februarie 1959 17:00 | Cetatea Bucur București | 4 – 3 | ILEFOR Târgu Mureș | Sala Floreasca, București |
| 12 februarie 1959 17:00 | Popescu 2               | (2–2) | Covrig 3           | Sala Floreasca, București |
| 12 februarie 1959 17:00 |                         |       |                    | Sala Floreasca, București |

| 13 februarie 1959 17:30 | ILEFOR Târgu Mureș | 2 – 7 | Constructorul Timișoara | Sala Floreasca, București |
| 13 februarie 1959 17:30 | (2–5)              |       |                         | Sala Floreasca, București |
| 13 februarie 1959 17:30 |                    |       |                         | Sala Floreasca, București |

| 13 februarie 1959 18:30 | Cetatea Bucur București | 5 – 3 | Gloria Sighișoara | Sala Floreasca, București |
| 13 februarie 1959 18:30 | (1–1)                   |       |                   | Sala Floreasca, București |
| 13 februarie 1959 18:30 |                         |       |                   | Sala Floreasca, București |

### Seria a II-a
Deși calificată în etapa finală, Flamura roșie Sibiu a notificat Federația Română de Handbal că nu poate participa la întrecere din lipsă de fonduri. Notificarea a fost trimisă forului sportiv după începerea turneului. Deoarece Flamura roșie Sibiu nu s-a prezentat la nici unul din meciuri, ele au fost anulate, iar echipa a fost eliminată din competiție.
|  | Calificată în finală      |
|  | Calificată în finala mică |
|  | Eliminată                 |

| Echipa                | M | V | E | Î | GM | GP | G   | Pct |
| --------------------- | - | - | - | - | -- | -- | --- | --- |
| Olimpia București     | 2 | 2 | 0 | 0 | 24 | 8  | +16 | 4   |
| Tractorul Brașov      | 2 | 1 | 0 | 1 | 27 | 7  | +20 | 2   |
| CS Școlar Timișoara   | 2 | 0 | 0 | 2 | 6  | 42 | −36 | 0   |
| Flamura roșie Sibiu5) | 0 | 0 | 0 | 0 | 0  | 0  | 0   | 0   |

| 10 februarie 19596) 16:30 | Tractorul Brașov | Meci anulat | Flamura roșie Sibiu | Sala Floreasca, București |
| 10 februarie 19596) 16:30 |                  |             |                     | Sala Floreasca, București |
| 10 februarie 19596) 16:30 |                  |             |                     | Sala Floreasca, București |

| 10 februarie 1959 17:30 | CS Școlar Timișoara | 4 – 19 | Olimpia București | Sala Floreasca, București |
| 10 februarie 1959 17:30 | Schmidt 2           | (2–12) | Szőke 5           | Sala Floreasca, București |
| 10 februarie 1959 17:30 |                     |        |                   | Sala Floreasca, București |

| 12 februarie 19597) 14:00 | Olimpia București | Meci anulat | Flamura roșie Sibiu | Sala Floreasca, București |
| 12 februarie 19597) 14:00 |                   |             |                     | Sala Floreasca, București |
| 12 februarie 19597) 14:00 |                   |             |                     | Sala Floreasca, București |

| 12 februarie 1959 15:00 | Tractorul Brașov | 23 – 2 | CS Școlar Timișoara     | Sala Floreasca, București |
| 12 februarie 1959 15:00 | Reip 9           | (16–1) | Bitenbinder, Gerlinde 1 | Sala Floreasca, București |
| 12 februarie 1959 15:00 |                  |        |                         | Sala Floreasca, București |

| 13 februarie 19598) 16:30 | CS Școlar Timișoara | Meci anulat | Flamura roșie Sibiu | Sala Floreasca, București |
| 13 februarie 19598) 16:30 |                     |             |                     | Sala Floreasca, București |
| 13 februarie 19598) 16:30 |                     |             |                     | Sala Floreasca, București |

| 13 februarie 1959 19:30 | Olimpia București | 5 – 4 | Tractorul Brașov | Sala Floreasca, București |
| 13 februarie 1959 19:30 | (2–3)             |       |                  | Sala Floreasca, București |
| 13 februarie 1959 19:30 |                   |       |                  | Sala Floreasca, București |

### Meciul pentru locurile 7–8
Partida nu s-a mai desfășurat, Flamura roșie Sibiu fiind eliminată din competiție, astfel că ILEFOR Târgu Mureș s-a clasat pe locul 7.

### Meciul pentru locurile 5–6
| 15 februarie 1959 17:30 | Gloria Sighișoara | 13 – 5 | CS Școlar Timișoara | Sala Floreasca, București |
| 15 februarie 1959 17:30 | (4–4)             |        |                     | Sala Floreasca, București |
| 15 februarie 1959 17:30 |                   |        |                     | Sala Floreasca, București |

### Meciul pentru locurile 3–4
| 15 februarie 1959 18:30 | Constructorul Timișoara | 7 – 9 | Tractorul Brașov | Sala Floreasca, București |
| 15 februarie 1959 18:30 | (4–6)                   |       |                  | Sala Floreasca, București |
| 15 februarie 1959 18:30 |                         |       |                  | Sala Floreasca, București |

### Finala
Partida s-a terminat la egalitate după expirarea timpului regulamentar de joc, scor 4–4, deși ar fi putut fi decisă în ultimele secunde, după un șut dificil de apreciat al Victoriței Dumitrescu. Arbitrul întâlnirii nu a acordat gol, astfel că s-a trecut la prelungiri, iar Cetatea Bucur a câștigat meciul în urma unui gol înscris de Maria Ghiță.
| 15 februarie 1959 19:30 | Cetatea Bucur București | 5 – 4 (Prel.) | Olimpia București | Sala Floreasca, București |
| 15 februarie 1959 19:30 | Ghiță, Popescu 2        | (1–2)         | Ugron 2           | Sala Floreasca, București |
| 15 februarie 1959 19:30 |                         |               |                   | Sala Floreasca, București |
| 15 februarie 1959 19:30 | FT: 4–4 Prel.: 1–0      |               |                   | Sala Floreasca, București |

## Clasament și statistici

### Clasamentul final
| Loc | Echipă                  |
| --- | ----------------------- |
| 1   | Cetatea Bucur București |
| 2   | Olimpia București       |
| 3   | Tractorul Brașov        |
| 4   | Constructorul Timișoara |
| 5   | Gloria Sighișoara       |
| 6   | CS Școlar Timișoara     |
| 7   | ILEFOR Târgu Mureș      |

### Marcatoarele din finală
| Poz. | Nume             | Echipă                  | Goluri |
| ---- | ---------------- | ----------------------- | ------ |
| 1    | Maria Ghiță      | Cetatea Bucur București | 2      |
| 1    | Aurora Popescu   | Cetatea Bucur București | 2      |
| 1    | Iosefina Ugron   | Olimpia București       | 2      |
| 4    | Elena Pădureanu  | Olimpia București       | 1      |
| 4    | Aurelia Szőke    | Olimpia București       | 1      |
| 4    | Antoaneta Vasile | Cetatea Bucur București | 1      |

|  |  |  |  |